# Гаранчс, Дайнис
Дайнис Гаранчс (латыш. Dainis Garančs; род. 7 октября 1969, Лимбажи) — латвийский дипломат. Посол Латвии в Азербайджане (2019—2023).

## Биография
Родился 7 октября 1969 года в г. Лимбажи. В 1993 году окончил Рижский технический университет, факультет механики и машиностроения. В 1994 году окончил Институт международных отношений Латвийского университета.
В 2001 году окончил Нидерландский институт международных отношений.
С 1994 года являлся главным специалистом отдела стран СНГ МИД Латвии.
С 1994 по 1997 год являлся третьим секретарём посольства Латвии на Украине.
С 1997 по 2000 год являлся третьим секретарём посольства Латвии в Узбекистане.
С 2000 по 2002 год являлся первым секретарём Департамента стран Центральной Европы МИД Латвии.
С 2002 по 2004 год являлся первым секретарём посольства Латвии в Польше, заместителем посла.
С 2004 по 2006 год являлся советником посольства Латвии в Казахстане.
С 2008 по 2011 год являлся начальником управления Балтийского, Северного и регионального сотрудничества МИД Латвии.
С 2011 по 2015 год являлся советником посольства, заместителем посла Латвии в Швеции.
С 2015 по 2016 год являлся советником аппарата политического директора МИД Латвии.
С 2016 по 2019 год являлся директором Первого департамента двусторонних отношений МИД Латвии.
Посол Латвии в Азербайджане (14 сентября 2019 — октябрь 2023).
Владеет английским, русским, польским, французским языками.